# Crowan
Crowan – wieś w Anglii, w Kornwalii. Leży 19 km na wschód od miasta Penzance i 393 km na zachód od Londynu. W 2001 miejscowość liczyła 2375 mieszkańców.